# VibeTGK
Евге́ний Па́влович Ви́бе (род. 4 сентября 1989 года, Челябинск, РСФСР, СССР), более известный под сценическим псевдонимом VibeTGK, — российский рэпер, MC и музыкальный продюсер. Получил известность в начале 2010-х годов, как участник группы «Триагрутрика» и сольный артист.

## Биография
Родившись в Челябинске, начинал читать рэп в 2000 году в возрасте 11 лет. Слушал Redman, Wu Tang Clan, «Каста». Учился в челябинской школе № 48 и там познакомился с Jahmal TGK с которым впоследствии образовали группу «Триагрутрика». Активно продвигал свою музыку с помощью микстейпов на дисках и в социальных сетях, видео, участия в рэп-фестивалях и интернет-батлах. В 2010 году получил широкую известность после выхода альбома «Вечерний Челябинск» в составе «Триагрутрики». В 2015 году переехал в Москву.

## Музыкальная карьера

### 2000 — 2009
VibeTGK увлекся рэпом в 2000 году в возрасте 11 лет и сразу начал писать свой. В 2003 записал с соседом сборник собственных треков, но он остался не издан и в этом же году впервые выступил на сцене. Будучи знакомым с Jahmal TGK ещё со школы, вместе с ним в 2005 году совместно основал группу «Триагрутрика». Позже к ней присоединились DJ Puza TGK и Big Mic Tgk. В составе «Триагрутрики» они записали серию микстейпов Demo in da Moscow и «Нелегализованные». В 2006 году с Jahmal TGK ездили на международный фестиваль «Кофемолка» в Чебоксары, где заняли 2-е место, проиграв финальный фристайл. В 2007 году вместе с группой выиграл международный рэп фестиваль «Hip-Hop Summit» в Челябинске. С того же года был резидентом ночного клуба Garage Underground, где регулярно выступал в формате «свободный микрофон». В 2008 году в дуэте с Jahmal TGK рэперы участвовали в 6-м командном интернет-батле Hip-hop.ru. В 2008 году в составе группы «Триагрутрика» приняли участие в радио эфире на Next FM с Ноггано и Купэ, а также записали с ними совместный трек «Слепой кот» на студии Gazgolder. В 2009 году «Триагрутрика» дала первые большие концерты в Москве и Санкт-Петербурге.

### 2010—2017
В январе 2010 издал дебютный сольный альбом «Катируется», как интернет-релиз. Альбом был записан при участие DJ Puza TGK, Jahmal TGK, Big Mic Tgk, Витя АК, МС Хмурый, Ramzes (ОДБР), Pastor Napas, Manky Monk и DJ Lee Loo из группы Клоунеско, мастеринг сделал J из Gazgolder. Это принесло известность и признание на Урале и во всей России. В июне того же 2010 года группа «Триагрутрика» опубликовала в сети дебютный альбом «Вечерний Челябинск» (через год издан на Gazgolder). Альбом занял 2-е место в чарте Rap.ru и в последствие вошёл во 20-ку лучших рэп альбомов 2010-х по версии The-Flow.  Начались активные гастроли по городам России и ближнего зарубежья.
В мае 2011 началось сотрудничество с Gazgolder (творческое объединение, дистрибуция, концерты). Вместе с переизданием «Вечернего Челябинска» был представлен второй альбом группы «Триагрутрика» «Т.Г.К.липсис». Альбом занял 6-е место по версии сайта Rap.ru. Также в ноябре 2011 года был представлен второй сольный альбом VibeTGK «8 Bit», отличающийся жёстким андеграундным звучанием. В записи приняли участие Jahmal TGK, Big Mic Tgk, DJ Puza TGK, Смоки Мо.
В марте 2014 в составе группы «Триагрутрика» совместно с другими резидентами творческого объединения отправились в Gazgolder Tour, включающий в себя более 20 городов России и ближнего зарубежья. Там был представлен третий альбом группы «Базирование», пластинка заняла 1 место в общем чарте itunes. Песня «Каменная стена» стала саундтреком к полнометражному фильму «Газгольдер», в съёмках которого «Триагрутрика» приняла участие в полном составе.
В 2015 и 2016 годах VibeTGK издал 2 небольших сборника: EP15 и EP16. В июле 2016 был выпущен совместный альбом «Триагрутрика» и «АК-47» — «ТГКАК». В том же году закончился срок действия договора с Gazgolder. В июле 2017 был опубликован сборник EP17.

### 2018 — настоящее время
В апреле 2018 года был подписан договор с компанией А+ на дистрибуцию музыки. Был перенесён весь старый каталог, кроме альбома «ТГКАК». Также был выпущен четвёртый альбом группы «Триагрутрика» — by Triagrutrika. Были сняты клипы на песни «10 лет» и «Антидепрессант», а также на сингл Outro. В том же году отпраздновали десятилетие группы.
В мае 2019 был выпущен третий сольный альбом VibeTGK — XXX. Несмотря на то, что не было снято клипов, релиз стартовал с 1-го места в общем чарте Apple Music и являлся самым коммерчески успешным сольным альбомом артиста на тот момент.
В июне 2021 был выпущен четвёртый сольный альбом VibeTGK — New Era. Был снят клип «Второе». В записи приняли участие Jahmal TGK, Big Mic Tgk, Murovei, Pastor Napas, Brick Bazuka, Старый Гном, Ямыч Восточный Округ. Альбом стартовал с 11-го места в хип-хоп чарте Apple Music. Были сняты клипы "Второе" и "Under".
В июле 2022 вышло продолжение совместной работы групп «АК-47» и «Триагрутрика» — «АКТГК». После выхода альбома появились разногласия внутри коллектива «Триагрутрика», а концертная деятельность группы была приостановлена. Были сняты видео "АКТГК" и "Эй, там!". Альбом стартовал со 2-го места в общем чарте Apple Music.
В июне 2023 вышел совместный с Jahmal TGK альбом «Будни». В записи приняли участие: Витя АК, Федук, Krec, Slimus и Регион Снега. Альбом стартовал со 2-го места в общем чарте Apple Music.
4 октября 2024 года был издан 5 сольный альбом VibeTGK - Total Rap. В записи поучаствовали The Chemodan, Макси АК, BATO, Билли Ногами и Broccolaloka. Был снят клип "Podval". Альбом поднялся до 9 строчки общего чарта Apple Music.

## Личная жизнь
В 2023 году женился. В 2024 году стал отцом.

## Дискография
Сольные альбомы:
- «Катируется» (2010)
- 8 Bit (2011)
- XXX (2019)
- New Era (2021)
- Total Rap (2024)[21]

В составе группы Триагрутрика:
- «Вечерний Челябинск» (2010)
- «Т.Г.К.липсис» (2011)
- «Базирование» (2014)
- by Triagrutrika (2018)

Совместные альбомы:
- Триагрутрика × АК-47 — «ТГКАК» (2016)
- АК-47 × Триагрутрика — «АКТГК» (2022)
- Jahmal TGK & VibeTGK — "БУДНИ "(2023)